# Julie se tait
Pour plus de détails, voir Fiche technique et Distribution.
Julie se tait (Julie zwijgt) est un film dramatique suédo-belge réalisé par Leonardo Van Dijl et sorti en 2024.
Premier long métrage de Leonardo Van Dijl, le film est d'abord présenté en avant-première à la Semaine de la critique durant le Festival de Cannes en mai 2024, où le réalisateur est nommé pour la Caméra d'or. Le film est choisi par la Belgique pour représenter le pays aux Oscars 2025 dans la catégorie meilleur film international.

## Synopsis
Julie joue au tennis dans une académie belge sous l'œil attentif de son entraîneur Jérémy. Lorsqu'Aline, une ancienne membre prometteuse de l'académie, se suicide, on reproche à Jérémy ses méthodes d'entraînement inhabituelles. Il est suspendu et remplacé par un nouvel entraîneur. Alors que le club entier est interrogé, Julie décide de se taire sur sa relation avec Jérémy, et préfère se concentrer sur son sport, voulant absolument intégrer la « Junior Pro » de la fédération belge de tennis BTF,,. Son silence perturbe ses proches qui craignent le pire.

## Fiche technique
- Titre français : Julie se tait[4]
- Titre original : Julie zwijgt
- Réalisation : Leonardo Van Dijl
- Scénario : Leonardo Van Dijl, Ruth Becquart
- Photographie : Nicolas Karakatsanis
- Montage : Bert Jacobs
- Musique : Caroline Shaw
- Décors : Julien Denis, Quentin Warzée
- Production : Gilles Coulier, Gilles De Schryver, Wouter Sap, Roxanne Sarkozi, Delphine Tomson
- Sociétés de production : De wereldvrede, Les Films du Fleuve, Hobab, Film i väst, Blue Morning Pictures
- Pays de production :  Suède -  Belgique
- Langue originale : néerlandais, français
- Format : couleurs
- Genre : Drame
- Durée : 100 minutes
- Dates de sortie : 
  - France : 18 mai 2024 (Festival de Cannes 2024) ; 29 janvier 2025 (sortie nationale)
  - Belgique : 18 septembre 2024 (sortie limitée) ; 16 octobre 2024 (sortie nationale)

## Distribution
- Tessa Van den Broeck : Julie
- Ruth Becquart : Liesbeth
- Koen De Bouw : Tom
- Claire Bodson : Sofie
- Laurent Caron : Jérémy
- Pierre Gervais : Backie
- Sam Bellen : Sam
- Julliette de Hous : Juliette

## Production

### Scénario
Réalisé par Leonardo Van Dijl, Julie se tait est son premier long-métrage. Dans son court-métrage Stephanie, le Belge s'était déjà penché sur un thème sportif pour les jeunes et avait plongé dans le monde de la gymnastique. Stephanie a été présenté en avant-première en sélection officielle au 73e Festival de Cannes en mai 2020 et a ensuite été projeté dans de nombreux autres festivals. Leonardo Van Dijl a également écrit le scénario de Julie se tait en collaboration avec l'actrice Ruth Becquart.

### Attribution des rôles
| |  |  |
| La scénariste Ruth Becquart, qui joue Liesbeth, la mère de Julie, et le réalisateur Leonardo Van Dijl. |  |  |

Tessa Van den Broeck joue Julie dans le rôle-titre. Il s'agit de son premier rôle au cinéma. Elle joue également au tennis dans la vraie vie. Le club de tennis de Van den Broeck a également participé à la production et plusieurs de ses amis jouent également dans le film. Laurent Caron joue l'entraîneur suspendu de Julie, Jérémy, et Pierre Gervais son nouvel entraîneur. Claire Bodson joue Sofie, qui dirige l'académie. On peut également voir Koen De Bouw dans le rôle de Tom et la scénariste Becquart dans celui de la mère de Julie, Liesbeth,.
Le chef opérateur est le Belge Nicolas Karakatsanis, qui a notamment travaillé sur des films comme Moi, Tonya et Dumb Money de Craig Gillespie et Le Bal des folles de Mélanie Laurent.
La musique du film a été composée par l'Américaine Caroline Shaw, lauréate du Prix Pulitzer de musique.

## Sortie

### Accueil critique
En France, le site Allociné donne une moyenne de 3,7⁄5, d'après l'interprétation de 22 critiques de presse.

## Distinctions

### Récompenses
- Festival de Cannes 2024 : Prix SACD à la Semaine de la Critique
- Festival de Cannes 2024 : Prix Fondation GAN à la diffusion

### Sélections
- Festival de Cannes 2024 : Semaine de la Critique

### Nominations
- Magritte 2025 : meilleur film flamand, meilleure actrice dans un second rôle pour Claire Bodson et meilleur espoir féminin pour Tessa Van den Broeck